# Kuggenäs
Kuggenäs är ett naturreservat i Arboga kommun i Västmanlands län.
Området är naturskyddat sedan 2017 och är 35 hektar stort. Reservatet omfattar ett näs med detta namn vid norra stranden av Hjälmaren och består av gammal lövskog av ek, lind, alm, asp och hassel samt även gamla tallar och granar.